# Галко, Александр Григорьевич
Александр Григорьевич Галко (20 сентября 1938, Брагинский район, Гомельская область, БССР, СССР — 9 апреля 2016, Саратов, Россия) — советский и российский актёр театра и кино, народный артист РСФСР (1984).

## Биография
Александр Галко в 1959 году закончил актёрский факультет Белорусского государственного театрально-художественного института (мастерская Л. И. Мазалевской).
С 1959 года по 1963 год работал в Брестском областном драматическом театре, в 1963—1968 гг. в Областном драматическом театре города Иваново, в 1968—1975 гг. в Русском драматическом театре в городе Фрунзе. В 1973 году Александр Григорьевич был удостоен звания Заслуженный артист Киргизской ССР.
С 1975 года Александр Галко пришёл в труппу Саратовского академического театра драмы.
С 1978 года преподавал в Театральном училище им. И. А. Слонова (впоследствии театральный факультет консерватории им. Собинова).
Среди учеников Александра Галко: Андрей Андреев, Олег Морозов, Пётр Журавлёв, Антон Щедрин, Сергей Барышев, Ольга Милованова, Константин Милованов, Антон Афанасьев, Наталья Яковлева, Анна Данькова, Татьяна Родионова, Светлана Чуйкина, Алексей Куличков, Артём Кузин, Антон Михайленко, Сергей Петров, Дмитрий Куличков, Александр Доронин, Алексей Комашко, Олег Малкин, Вячеслав Чепурченко и другие.
Похоронен в Саратове на старом Елшанском кладбище.
На стене Театрального института установлена Мемориальная плита.

## Признание и награды
- Заслуженный артист Киргизской ССР (1973)
- Народный артист РСФСР (1984)
- Лучший актёр России по версии журнала «Театральная жизнь» (1988)
- Почётный знак «За заслуги перед Саратовом» (19 сентября 2013)[3]

## Творчество

### Роли в театре

#### «Табакерка»
- 1995 — «Ужин» Жана-Клода Брисвиля (фр. Jean-Claude Brisville). Режиссёр: Андрей Смирнов — Фуше[4]

#### Саратовский театр драмы имени И. А. Слонова
- «Тихий Дон» М. Шолохова — Григорий Мелехов[5]
- «Дядюшкин сон» Ф. М. Достоевского — Князь[5]
- «Закон вечности» Нодара Думбадзе — Гуманоид[5]
- «Любовь — книга золотая» А. К. Толстого — Шут[5]
- «С вечера до полудня» В. С. Розова — Ким[5]
- 1983 — «Ревизор» Н. В. Гоголя постановка Александра Дзекуна — Артемий Филиппович Земляника, попечитель богоугодных заведений
- 1986 — «Мастер и Маргарита» М. Булгакова постановка Александра Дзекуна — Воланд
- 1987 — «14 красных избушек» А. Платонова постановка Александра Дзекуна — Хоз
- «Багровый остров» М. Булгакова — Геннадий Панфилович
- «Мсье Амилькар» Ива Жамиака — Амилькар
- «Священные чудовища» Ж. Кокто — Флоран
- 1998 — «На дне» Максим Горький, постановка Антона Кузнецова — Лука
- 2006 — «Квартет» Рональда Харвуда, постановка Вадима Горбунова — Реджи

### Роли в кино
- 1989 — 14 красных избушек — Иоганн Хоз
- 1991 — Сократ — Ликон
- 1994 — Амур и Демон — Костров
- 2004 — Красная капелла

### Постановки в театре
- 1980 — «Безымянная звезда» Михаил Себастьян; Саратовский академический театр драмы, дипломный спектакль студентов театрального училища им. И. А. Слонова
- 1988 — «Случай в метро» Николас Баэр, театральный факультет Саратовской консерватории, учебный театр театрального факультета Саратовской консерватории, дипломный спектакль студентов театрального факультета Саратовской консерватории
- 1988 — «Рядовые» Алексей Дударев, учебный театр театрального факультета Саратовской консерватории, дипломный спектакль студентов театрального факультета Саратовской консерватории
- 1989 — «Свадьба Кречинского» Александр Сухово-Кобылин, учебный театр театрального факультета Саратовской консерватории, дипломный спектакль студентов театрального факультета Саратовской консерватории
- 1997 — «Живой портрет» Августин Морето, Саратовский театр драмы имени И. А. Слонова, дипломный спектакль студентов театрального факультета Саратовской консерватории
- 1997 — «Безумие любви» (англ. Fool for Love); Саратовский академический театр драмы, дипломный спектакль студентов театрального факультета Саратовской консерватории
- 2007 — «Убегающий от любви» Лопе де Вега; Саратовский академический театр драмы, дипломный спектакль студентов театрального факультета Саратовской консерватории
- 2008 — «Бедная невеста» А. Н. Островского; Саратовский академический театр драмы, дипломный спектакль студентов театрального факультета Саратовской консерватории
- 2009 — «Четыре встречи» композиция по пьесам Анны Богачёвой, Аллы Соколовой, Нины Садур; Саратовский академический театр драмы, дипломный спектакль студентов театрального факультета Саратовской консерватории
- 2012 — «Забавный случай» К. Гольдони дипломный спектакль студентов театрального факультета Саратовской консерватории
- 2013 — «Преступление на острове коз» Уго Бетти дипломный спектакль студентов театрального факультета Саратовской консерватории
- 2016 — «Собака на сене» Лопе де Вега дипломный спектакль студентов театрального факультета Саратовской консерватории